# HD 155358 c
HD 155358 c ist ein Exoplanet, der zusammen mit HD 155358 b den Gelben Zwerg HD 155358 umkreist. Aufgrund seiner Masse von mindestens 0,5 Jupitermassen wird angenommen, dass es sich als Gasplaneten um einen Gasriesen handelt. Der Planet wurde 2007 mithilfe der Radialgeschwindigkeitsmethode von William D. Cochran und seinen Mitarbeitern entdeckt.
Der Planet umkreist seinen Stern in einer Entfernung von ca. 1,224 Astronomischen Einheiten.